# 太原市
太原市（たいげん-し、中国語:太原市、英語:Taiyuan）は、中華人民共和国山西省の省都。市域は中国の古都の一つで、2500年の歴史がある。

## 地理

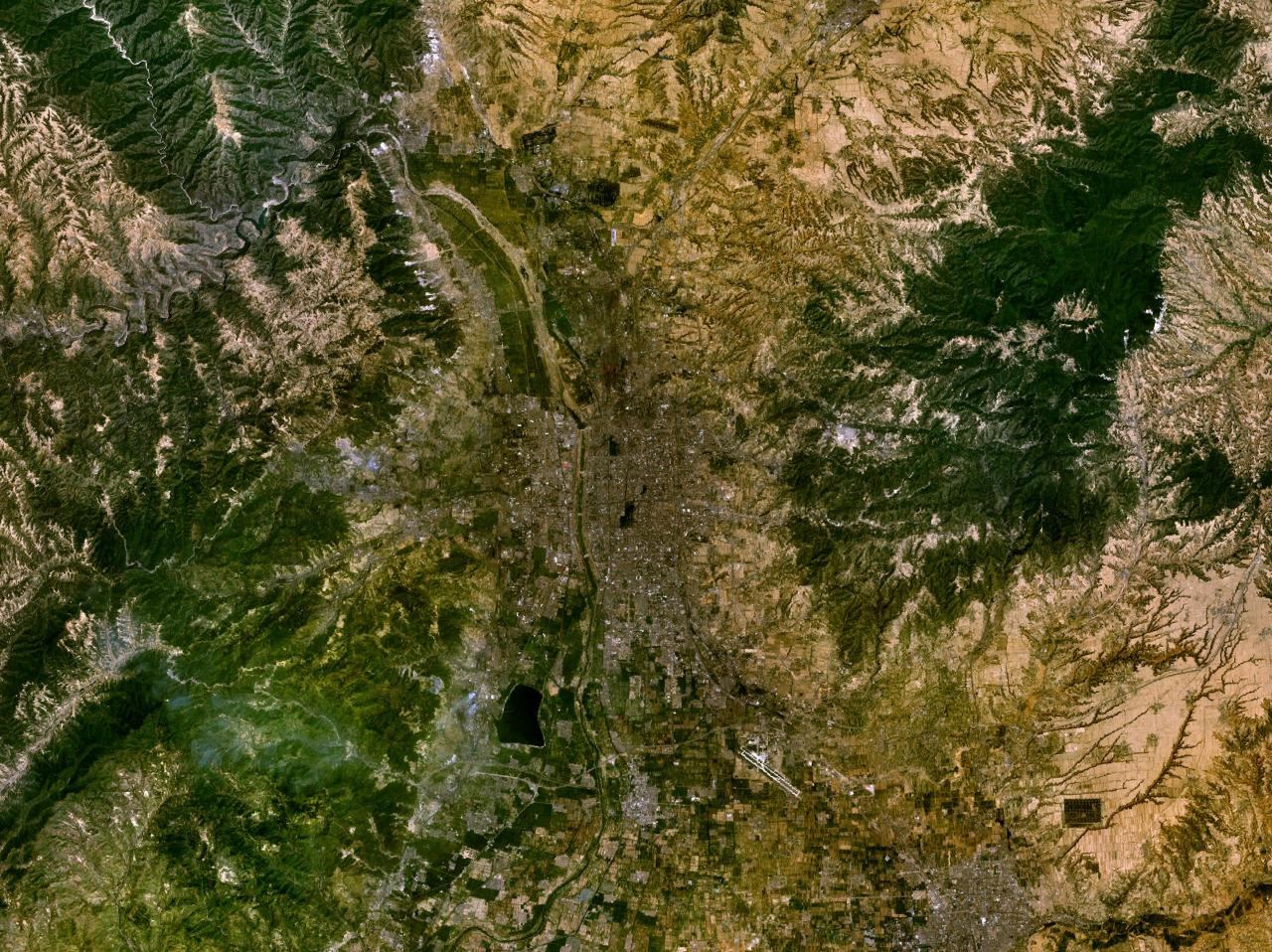
太原の衛星写真

黄土高原の東部、太原盆地の北端に位置し、北・西・東の三方を山に囲まれている。山西最大の河川である汾河が北から南へ約100kmにわたり市域を貫く。汾河は静楽地区で市域に入り西から東へ流れ、上蘭村で南へ折れ、太原市街地を南北に流れている。市域の中部と南部は汾河が形成した北高南低で簸箕の形をした河谷平原が広がる。汾河の支流には瀟河・屯蘭河・大川河・柳林河・凌井河・楊興河などがある。
海抜は最高で2,670m、最低点は760m、平均海抜は800mほど。市域は山と丘陵地が中心で、平地と川は面積のうち5分の1を占めている。盆地内の地形は平坦で土壌も肥沃であり、古くから農業が発達してきた。
現在の耕地面積は210万畝で、山林面積は83万畝、草地面積は187万畝。主な農作物はコムギ、イネ、トウモロコシ、コーリャン、豆、イモなど。また野菜、綿花、甜菜、薬草、アブラナなどの商品作物も産する。
山麓では泉が湧き水は比較的豊富。市域内には大きな池沼が六つあり、晋陽湖が最大の湖になっている。汾河の両岸には工業用水や農業用水を運ぶ用水路が広がる。

## 気候
ケッペンの気候区分によると、ステップ気候(BSk)に属する。標高約800mの高原地帯に位置し年間を通じて乾燥している。雨季にあたる夏季には降水が観測されるが、降水量が限定的である。秋から春までが乾季に相当し、その期間の降水は殆ど観測されない。そのため郊外の黄土高原は砂漠化が進行しており、また粒子の細かい黄土が飛散し、特に春季には砂嵐による視界不良となることもある。
年平均気温は10.1度で、年のうち霜のない時期は140日から190日、氷の張る時期は120日ほど。平均降水量は431.2mm。
初夏には柳の綿が飛び交い、最も暑い7月の平均気温は23.5度で日中は30度近くまで気温が上がるが湿度が低いため過ごしやすい気候となる。10月の国慶節頃には気温は10度近くまで下がり、最も寒い1月の平均気温は-5.3度でマイナス20度以下まで下がることもある。冬場の石炭煤塵によりダイヤモンドダストを見ることもできる。雪はほとんど降らないが、一度降ると気温が低いために路面が凍結し交通機能が麻痺することがある。
| 太原 (1971-2000)の気候                       | 太原 (1971-2000)の気候 | 太原 (1971-2000)の気候 | 太原 (1971-2000)の気候 | 太原 (1971-2000)の気候 | 太原 (1971-2000)の気候 | 太原 (1971-2000)の気候 | 太原 (1971-2000)の気候 | 太原 (1971-2000)の気候 | 太原 (1971-2000)の気候 | 太原 (1971-2000)の気候 | 太原 (1971-2000)の気候 | 太原 (1971-2000)の気候 | 太原 (1971-2000)の気候 |
| 月                                           | 1月                    | 2月                    | 3月                    | 4月                    | 5月                    | 6月                    | 7月                    | 8月                    | 9月                    | 10月                   | 11月                   | 12月                   | 年                     |
| -------------------------------------------- | ---------------------- | ---------------------- | ---------------------- | ---------------------- | ---------------------- | ---------------------- | ---------------------- | ---------------------- | ---------------------- | ---------------------- | ---------------------- | ---------------------- | ---------------------- |
| 平均最高気温 °C （°F）                       | 1.8 (35.2)             | 5.4 (41.7)             | 11.5 (52.7)            | 19.8 (67.6)            | 25.5 (77.9)            | 28.6 (83.5)            | 29.3 (84.7)            | 28.0 (82.4)            | 23.7 (74.7)            | 17.8 (64)              | 9.5 (49.1)             | 3.1 (37.6)             | 17.0 (62.6)            |
| 平均最低気温 °C （°F）                       | −11.6 (11.1)           | −8.0 (17.6)            | −2.0 (28.4)            | 4.8 (40.6)             | 10.5 (50.9)            | 15.1 (59.2)            | 18.2 (64.8)            | 16.9 (62.4)            | 10.8 (51.4)            | 4.0 (39.2)             | −2.7 (27.1)            | −9.2 (15.4)            | 3.9 (39)               |
| 降水量 mm （inch）                           | 3.2 (0.126)            | 5.2 (0.205)            | 13.4 (0.528)           | 19.9 (0.783)           | 33.3 (1.311)           | 55.9 (2.201)           | 102.1 (4.02)           | 107.0 (4.213)          | 51.6 (2.031)           | 25.6 (1.008)           | 10.7 (0.421)           | 3.2 (0.126)            | 431.2 (16.976)         |
| % 湿度                                       | 50                     | 47                     | 50                     | 47                     | 50                     | 60                     | 73                     | 77                     | 73                     | 67                     | 62                     | 56                     | 59                     |
| 平均月間日照時間                             | 173.4                  | 174.0                  | 202.3                  | 229.8                  | 265.1                  | 250.9                  | 228.6                  | 223.8                  | 209.6                  | 206.9                  | 174.6                  | 162.6                  | 2,501.7                |
| 出典：中国气象局 国家气象信息中心 2009-03-17 |                        |                        |                        |                        |                        |                        |                        |                        |                        |                        |                        |                        |                        |

## 歴史

### 晋陽と春秋戦国
太原は山西高原を南北に貫き黄河に流れる汾河の中流にある。汾河流域にも黄河文明の遺跡が多く古くから文明が栄えた。また洛陽周辺と北京周辺を結ぶ重要な街道が汾河沿いの盆地を通るため、太原は交通の要衝でもあった。北方の遊牧民族にとって太原は中原を攻めるための拠点で、漢民族にとって太原は北方の守りの要衝であった。
太原は古くは晋陽と呼ばれ、春秋時代の大国晋の都邑（主要都市）の一つであった。晋の有力家系の趙氏の当主の趙鞅（趙簡子）が紀元前497年に晋陽の町を築いたことが太原の歴史の始まりとされる。紀元前455年（周の貞定王14年）、有力家系の一つの智氏の智瑶（智襄子）は趙氏を攻め、汾河の水で趙無恤（趙襄子）のいる晋陽城に水攻めを行ったが（晋陽の戦い）、趙襄子は智氏の軍に従って来た魏氏の当主の魏駒（魏桓子）と韓氏の当主の韓虎（韓康子）に寝返り工作を行った。韓魏両氏の軍は堰き止めていた水を智氏の軍営に向けて流し智氏の軍を破り、智瑶を殺した。これにより晋は事実上、趙・韓・魏の三氏によって分割統治されるようになり、戦国時代が始まる。晋の滅亡後、趙はしばらくの間引き続き晋陽に国都を置いた。

### 中国有数の大都市

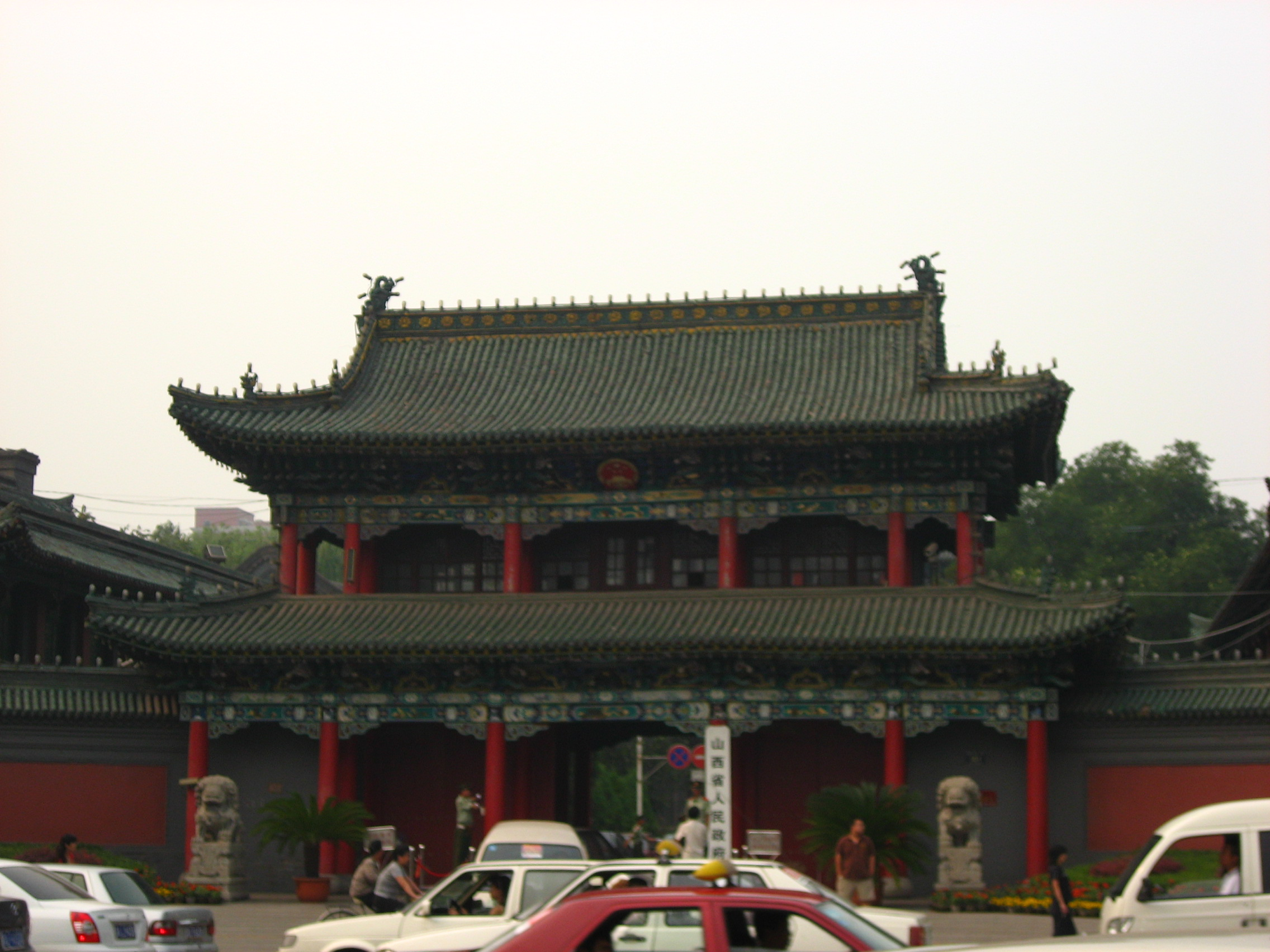
山西省人民政府弁公室

秦始皇帝が中国を統一すると天下は三十六郡に分けられ、その内の太原郡の治所が晋陽に置かれた。漢は全国を十三州に分け、その内の并州（中原の真北を管轄する）の州府が晋陽に置かれた。これが太原の略称「并」の由来となっている。五胡十六国時代、華北にあり最大の勢力を誇った前秦が江南の東晋討伐の戦いを起こしたが逆に敗北し（淝水の戦い）、その後の混乱の最中に苻丕が晋陽で即位し、晋陽は長安も鄴も失った前秦の首都となったが、386年に西燕との戦いに出た苻丕は殺され前秦は隴西へと落ちのびた。続く南北朝時代、東魏と北斉は晋陽を別都としている。
隋の時代には長安・洛陽に次ぐ黄河流域第三の都市になっており、唐の李淵はここで起兵し唐を興した。この由緒から唐の時代に太原府は陪都として「北都」「北京」とされ、京師（西都）長安、東都洛陽に次ぐ都となり、これら三つの大都会が三都と称された。
五代十国時代には後唐が国を起こす拠点、および別都となった。当時この地域は鉄と石炭の両者を産出したため、以降、後晋・後漢・後周そして宋と続く五代の沙陀系政権の大陸統一を支える主要な経済基盤の一つとなった。五代十国時代後期、後漢の崩壊後に一時期北漢が太原を首都として成立した。「龍城」の別名はこの時代に由来しているが、979年に宋の太宗の親征軍の前に英武帝劉継元は降伏し、徹底抗戦を続けた楊業（「楊家将」の第一代）も降伏する。太宗は火攻めと水攻めで荒廃した太原を部下の大将の潘美に再建させた。この時、城市の位置は汾河沿いの現在地へ西に数km移動している。
明および清代、山西商人（晋商）が政治との強い結びつきを得て台頭すると、太原府は華北のみならず中国の商業・金融・鉱業・工業の一大中心地となっている。

### 近代
清末期には太原にはキリスト教宣教師や多くのキリスト教徒が住んだが、1900年の義和団の乱の際には義和団による虐殺が起こった（太原教案）。特に当時山西巡撫だった毓賢は苛烈な排外主義者でもあり義和団を用いて教会や病院を焼き払うなどした。1907年に北京と武漢を結ぶ幹線鉄道（現在の京広線）上の石家荘からの支線が太原府に到達したが、一方で中国に近代的な銀行システムが導入されたことにより山西商人は大打撃を受け、従来の金融の中心地だった太原の経済は落ち込んだ。
中華民国時代には山西軍閥の閻錫山が太原を根拠地とし、豊富な資源を生かした工業化と教育などのシステム整備を進め経済を回復させた。1937年に日中戦争の太原作戦で日本軍に占領され、支配地のほとんどを失った山西軍閥は弱体化し、その後の1947年の国共内戦における太原戦役では、人民解放軍が閻錫山の軍を破り太原を占領した（中国山西省日本軍残留問題はこの時期に発生した）。

## 現代

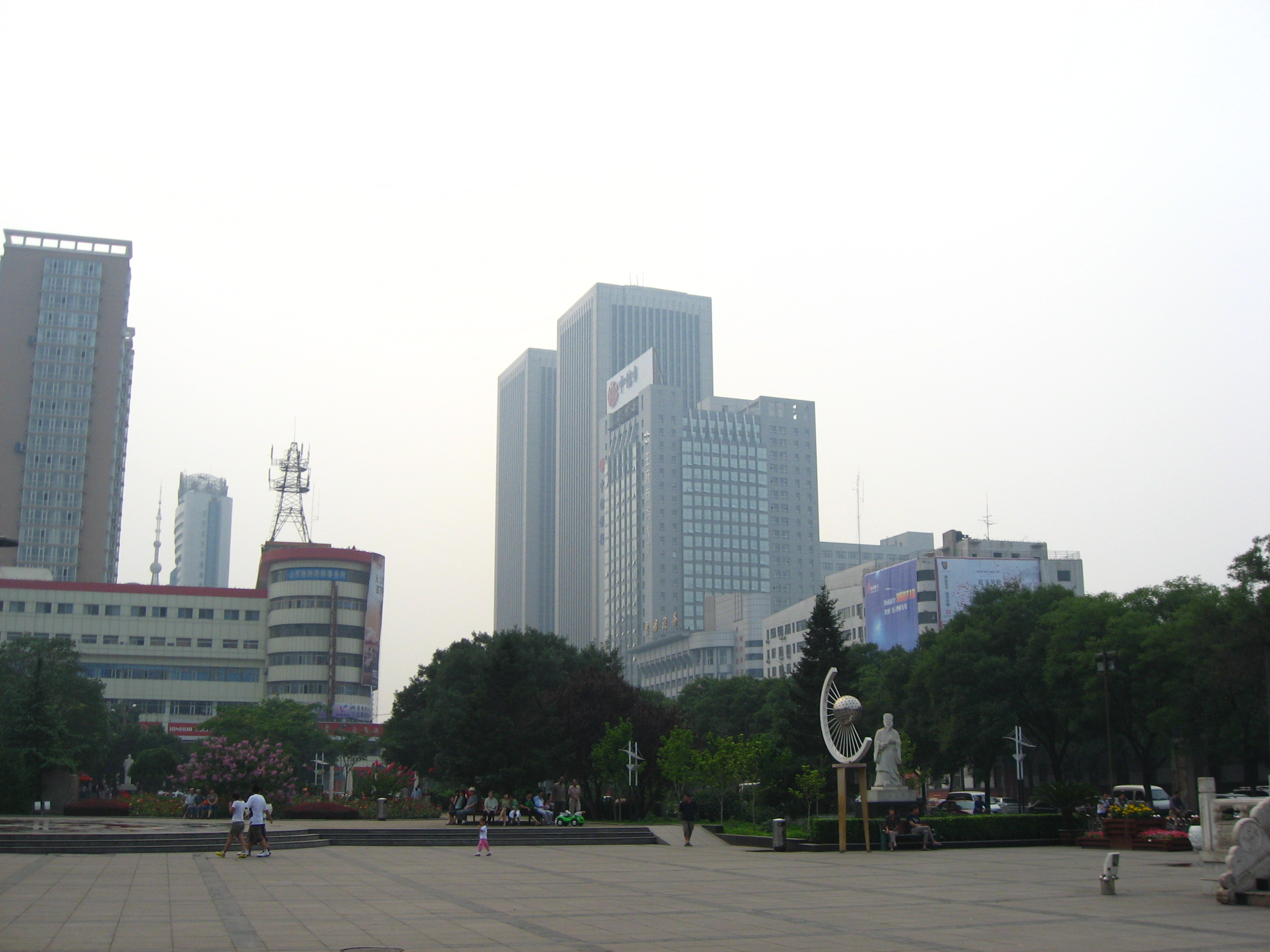
太原市の中心部

中華人民共和国の建国後、太原は豊富な地下資源があることから重工業および石炭業で国家を支えた。経済開放後、老朽化した国営工場が多く海外への物流も不便だった太原は、臨海部に対して相対的に地位が低下した。さらに地域で産出される石炭を燃料にした産業構造により、深刻な大気汚染などの公害にも悩んだが、環境の改善と産業の高度化、交通基盤の整備に力を入れている。

## 行政区画
6市轄区・1県級市・3県を管轄する。
- 市轄区：
  - 杏花嶺区・小店区・迎沢区・尖草坪区・万柏林区・晋源区
- 県級市：
  - 古交市
- 県：
  - 清徐県・陽曲県・婁煩県

| 太原市の地図                                                                  |
| ----------------------------------------------------------------------------- |
| 小店区 迎 沢 区 杏花嶺区 尖草坪区 万柏林区 晋源区 清徐県 陽曲県 婁煩県 古交市 |

### 年表
この節の出典
- 1949年10月1日 - 中華人民共和国山西省太原市が発足。内一区から内四区まで・外一区から外四区までの区が成立。(8区)
- 1950年2月16日 (4区)
  - 内一区・内二区が合併し、一区が発足。
  - 内三区・内四区が合併し、二区が発足。
  - 外一区・外二区が合併し、三区が発足。
  - 外三区・外四区が合併し、四区が発足。
- 1950年8月12日 - 三区・四区の各一部が合併し、五区が発足。(5区)
- 1951年3月16日 - 汾陽専区晋源県を編入。(5区1県)
- 1951年6月17日 - 晋源県が三区・五区に分割編入。(5区)
- 1951年8月2日 (7区)
  - 五区の一部が分立し、六区が発足。
  - 三区の一部が分立し、七区が発足。
- 1951年9月 - 忻県専区陽曲県の一部が四区に編入。(7区)
- 1953年11月26日 (6区)
  - 四区が三区・七区に分割編入。
  - 七区が四区に改称。
- 1954年6月5日 - 一区が南城区に、二区が北城区に、三区が新城区に、四区が小店区に、五区が万柏林区に、六区が晋源区にそれぞれ改称。(6区)
- 1957年4月3日 - 新城区・小店区・万柏林区・晋源区が合併し、郊区が発足。(3区)
- 1958年7月5日 - 郊区の一部が分立し、河西区が発足。(4区)
- 1958年8月29日 - 忻県専区陽曲県、楡次専区交城県の各一部が合併し、河口工鉱区が発足。(5区)
- 1958年11月21日 (5区)
  - 晋中専区清徐県が河西区に編入。
  - 晋中専区交城県の一部が河口工鉱区に編入。
  - 晋北専区陽曲県が郊区に編入。
- 1959年3月3日 (4区)
  - 郊区が南城区・北城区・河西区に分割編入。
  - 河口工鉱区が古交工鉱区に改称。
- 1960年1月7日 (4区2県)
  - 河西区の一部が分立し、清徐県が発足。
  - 北城区の一部が分立し、陽曲県が発足。
- 1960年8月8日 - 南城区・北城区・河西区が古交工鉱区に編入。(1区2県)
- 1961年5月18日 - 古交工鉱区の一部が分立し、南城区・北城区・河西区・晋源区が発足。(5区2県)
- 1961年11月21日 - 河西区の一部が分立し、西山工鉱区が発足。(6区2県)
- 1963年2月18日 - 晋源区・西山工鉱区および南城区・北城区・河西区のそれぞれ一部が合併し、郊区が発足。(5区2県)
- 1971年4月 - 郊区が分割され、南郊区・北郊区が発足。(6区2県)
- 1975年11月8日 - 呂梁地区婁煩県を編入。(6区3県)
- 1988年2月24日 - 古交工鉱区が市制施行し、古交市となる。(5区1市3県)
- 1997年5月8日 (6区1市3県)
  - 南城区・南郊区の各一部が合併し、小店区が発足。
  - 南城区の残部・南郊区の一部が合併し、迎沢区が発足。
  - 北城区・南郊区・北郊区の各一部が合併し、杏花嶺区が発足。
  - 北城区の残部・北郊区の一部が合併し、尖草坪区が発足。
  - 河西区の一部・北郊区の残部が合併し、万柏林区が発足。
  - 河西区の残部・南郊区の残部が合併し、晋源区が発足。

## 経済
山西省の中心として、商業活動も盛ん。1998年に山西華宇集団による本格的なデパート華宇購物中心（フアユーショッピングセンター）が開業。2000年に外資系としてはケンタッキーフライドチキンが初めて繁華街である柳巷に開業。続いてマクドナルドなども市内に多数オープンしている。華宇超市をはじめとして、寸草心超市、美特好などスーパーマーケットチェーンが市内に点在している。2005年にはウォルマートも開業した。また古交市の屯蘭炭鉱などで産出される石炭をエネルギー源とした工業も活発である。

### 名産品
- 黒酢
- 肉加工品
- 果物

## 交通

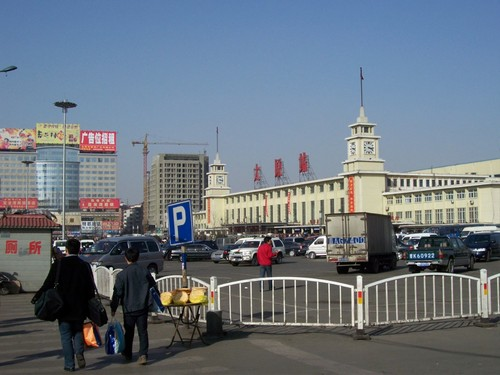
太原駅

- 概況 - 北京と洛陽の中間にあるため非常に重要な交通の要所である。近年、高速道路の整備により、省内の自動車交通の利便性が飛躍的に高まってきている。太原はその中心地である。
- 航空 - 小店区の小店鎮武宿村（市街地より約15kmのところ）に太原武宿国際空港があり、北京など国内各地との航空路がある。
- 鉄道 - 旅客・貨物とも省内の中心である太原駅は、30年ほど前までは現在の五一広場付近にあった。太原駅の北には巨大な貨物ターミナルがある。太原駅からは国内各地への直通列車が走っており、高速鉄道計画でも石家荘から太原までの路線建設が決定された。高速鉄道は北京から五台山を通り太原に至る直行ルートも計画中である。所要時間は3時間程度を予定している。現在、市内中心部から約8km南東にある山西大学付近の北営駅の東側を新しいターミナルとなる太原南駅として、都市再開発を含めて計画が進んでいる。北京までは512km。現在のところ夜行列車で一晩、高速バスで6時間。郊外には近年まで蒸気機関車が走っていたローカル線がある。旅客運用されていない路線が大半で、工場への引き込み線も多い。
- 地下鉄 - 太原地下鉄が開通しており、最終的に10路線が開業する予定である。
- 高速鉄道 - 2009年4月のダイヤ改正より、北京西〜石家荘〜太原の高速鉄道である石太旅客専用線が開業した。所要時間は約3時間半で従来より圧倒的に速達性に優れており、ダイレクトに両市の中心部を結ぶため、航空機や高速バスは大打撃を受けると見られている。その後、大西旅客専用線、鄭太旅客専用線（中国語版）なども開業し、大同や西安、鄭州などへ高速鉄道でアクセス可能となった。
- 高速バス - 太原駅近く、もしくは迎沢公園横のバスターミナルより国内各地と連絡する都市間高速バスが運行されている。同一路線に複数の事業者が参入しており、サービスや値段競争が行われている。首都北京を連絡する便は夜間を除き15分おきに運行され所要時間は6時間となっている。乗車券は当日の購入も可能であるが、華宇バスのように新型車を導入しグループ内のデパートで割引チケットを販売している事業者もある。
- 長距離バス - 市内数ヶ所にバスターミナルが設置され、主に省内各地との間で運行されている。高速道路を経由せずに空席状況により沿線で乗客が乗降するスタイルで、多くの荷物を屋根に載せていることが多い。
- バス - 太原駅を中心に市内各所にバスやトロリーバス網が整備され、また多くのタクシーが運行されている。路線バスはかつては市の交通局により運行されていたが、近年は複数の事業者による運行が認可されている。非接触ICカードによる運賃システムは1999年より供用が開始された。
- 国道 - G108国道、G208国道、G307国道の3本の国道が通る。

## 教育
- 山西大学 - 中国でも初期に創立した大学。立教大学と交流がある。
- 山西医科大学 - 埼玉医科大学と関係がある。
- 山西外経学院 - 日本語教育に力を入れている。
- 山西財経大学 - 関東学園大学と交流がある。
- 山西大学商務学院 - 日本語科は立教大学ほか3校と交流がある。

## メディア
- 山西日報
- 太原晩報
- 山西電視台
- 太原電視台
- 黄河電視台
- 太原ケーブルテレビ
- 山西広播電台
- 太原広播電台

## 観光

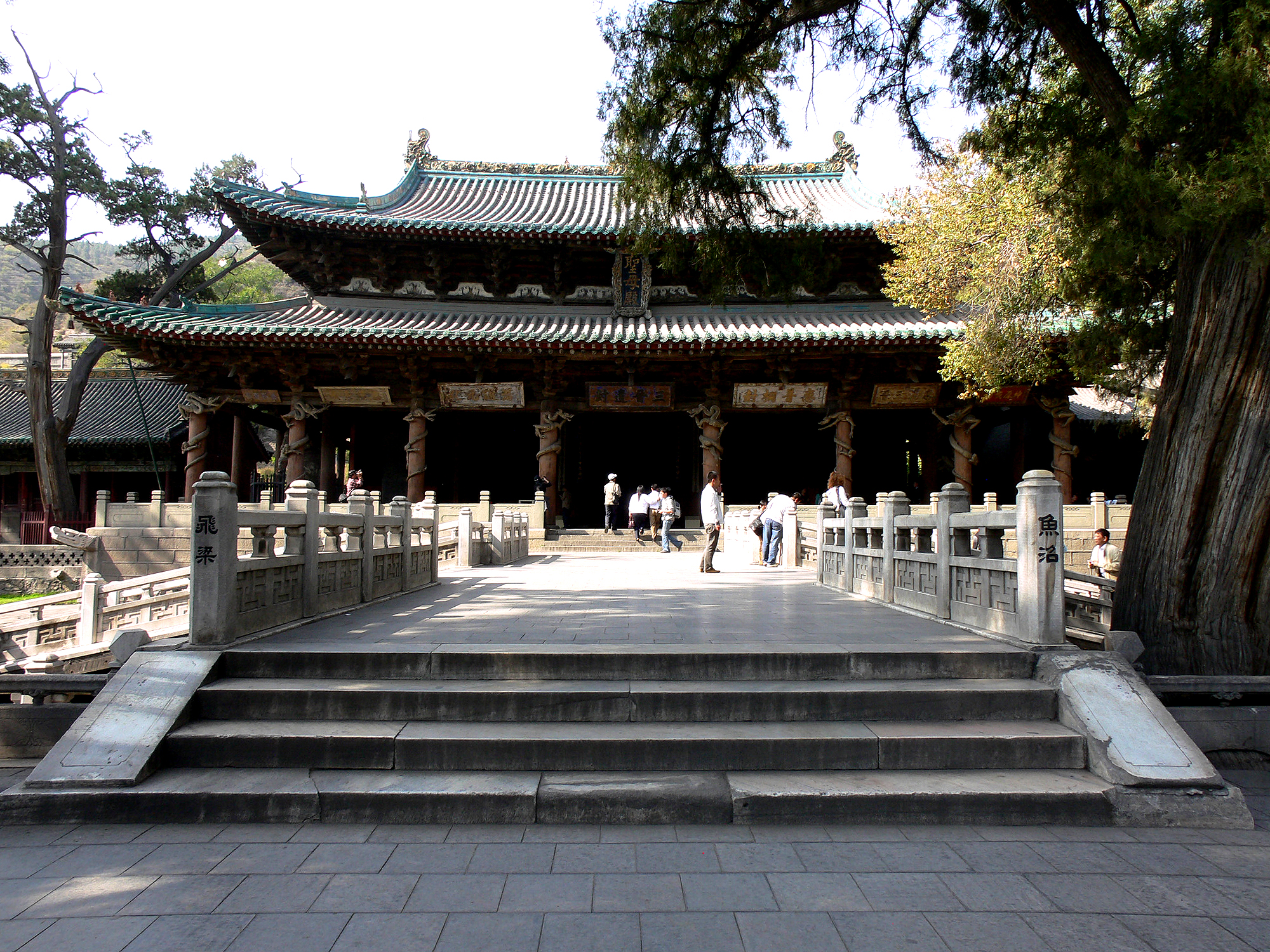
晋祠聖母殿

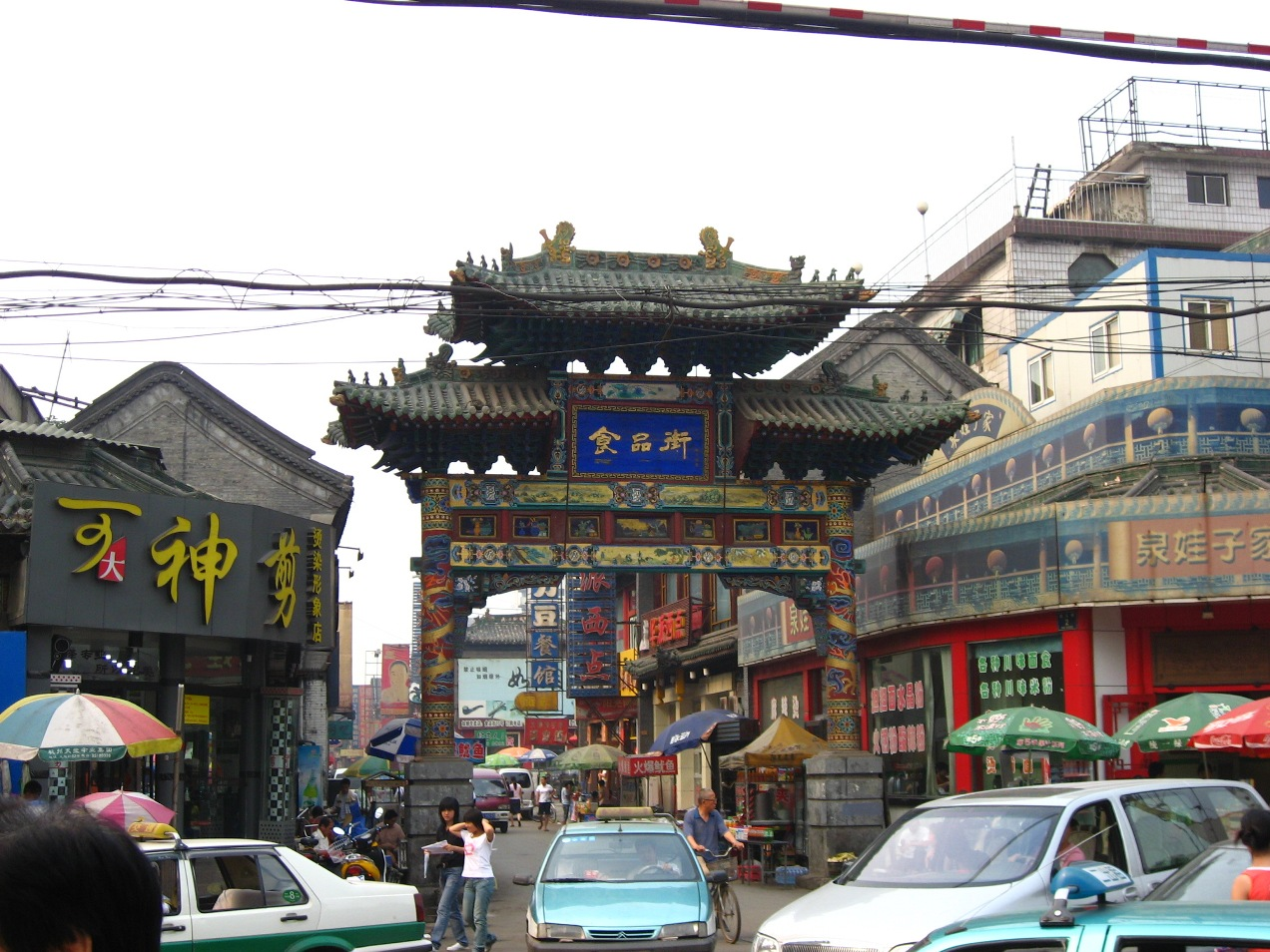
太原食品街

- 晋祠（中国語版） - 市内から南西へ25kmのところに位置する、北魏の代に、最初の晋公の唐叔虞を祀った祠。中国の伝統的な庭園や唐宋代に遡る多くの殿閣や楼閣が存在する。
- 双塔寺（中国語版） - 絵はがきにも登場する太原のシンボルである。
- 天竜山石窟（中国語版）
- 石碑公園 - 石碑を集めた公園である。市内西部に位置する。
- 五一広場 - 太原駅から西方向の市内の中心部にある。周囲には映画館やデパート、商店、飲食店、ホテル、銀行が集まる。広場の地下は巨大な防空壕となっている。一部が地下商店街として開放されることもある。
- 柳巷街 - 市内随一の繁華街。主要なデパートなどが集まっている。夜市が有名で、毎晩たくさんの屋台が立ち並ぶ。ケンタッキーフライドチキン太原1号店もここにある（元は出雲超市というヤオハン関連のスーパー）。
- 迎沢公園（中国語版） - 市内最大の公園である。大きな湖を中心に、遊園地や水族館、ホテルなどがある。
- 児童公園 - 繁華街の柳巷と五一広場を結ぶ海子辺の通りにある。水脈的に迎沢公園と同じ湖がある。
- 臥虎山公園 - 市内北東部に位置する。1998年に岩手県の団体から贈られた2000本の桜が植えられているが、大半が枯れてしまい80本程度しか残っていない。古い邸宅の跡地にこの地では珍しいソメイヨシノの古木があり、戦中戦後の時期に植えられたという説がある。
- 動物園 - かつては市内中心部からやや外れた北西部に存在した。臥虎山には現在、市内から移転した動物園がある。双塔寺

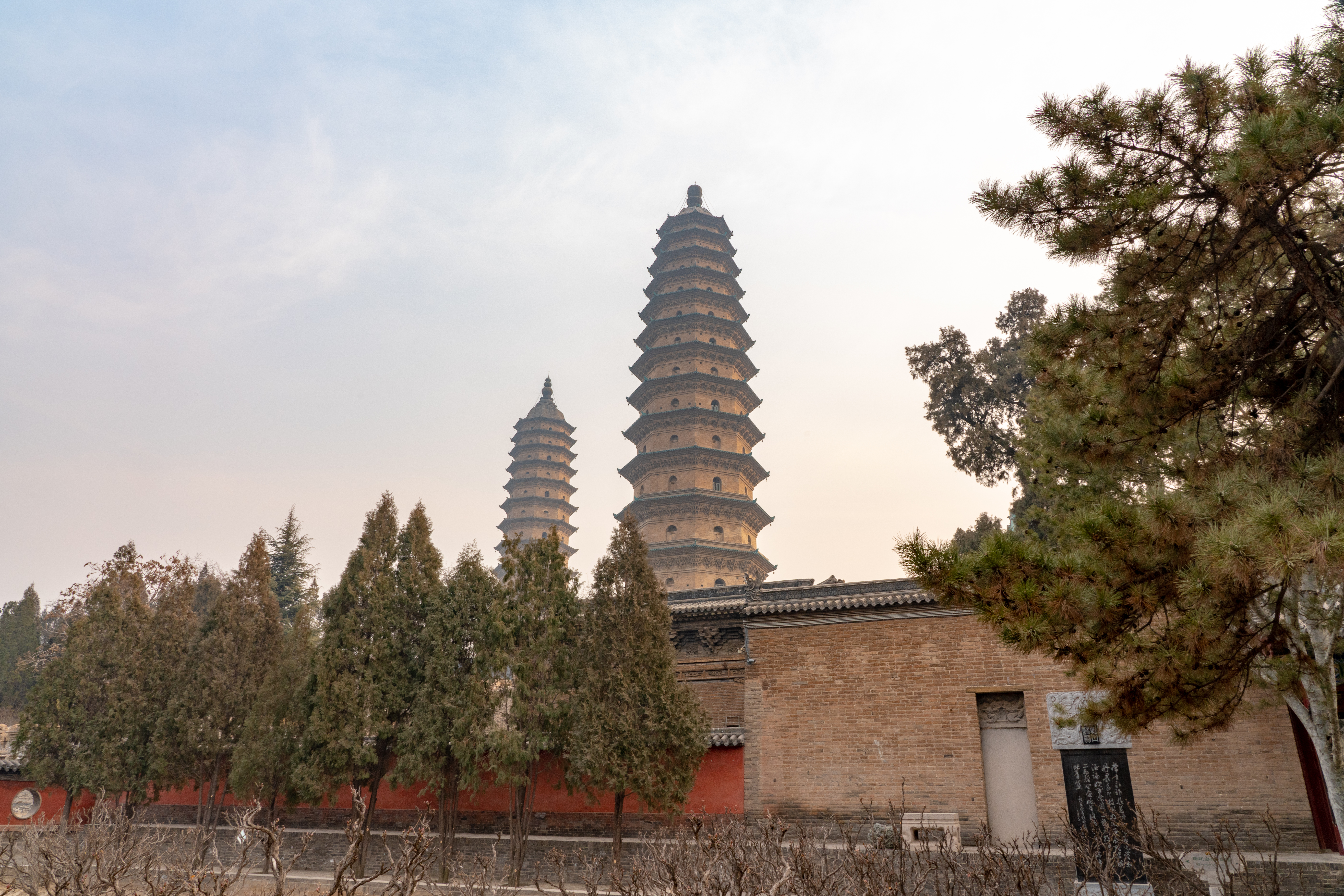
双塔寺

- 中国煤炭博物館（中国語版）
- 山西博物院（中国語版）

## 太原に関係している有名人・著名人
- 王維 - 唐代の詩人。
- 白居易 - 唐代の詩人。
- 羅貫中 - 元末-明初の作家。『三国志演義』の作者。
- 寧浩 - 映画監督。
- 曹石堂 - 「兵隊太郎」の呼び名で知られる元中国人孤児。

## 姉妹都市
- ニューカッスル・アポン・タイン（イングランド）
- ケムニッツ（ドイツ、ザクセン州）
- 姫路市（日本、兵庫県）
- ローンセストン（オーストラリア、タスマニア州）
- ナッシュビル（アメリカ合衆国、テネシー州）
- スィクティフカル（ロシア、コミ共和国）
- サラトフ（ロシア、サラトフ州）